# Sabbia Soundtrack
Sabbia Soundtrack is een album dat door Brant Bjork is opgenomen voor de film Sabbia van Kate McCabe.

## Nummers
| nr. | titel                   | duur  |
| --- | ----------------------- | ----- |
| 1   | El Rolo                 | 3:39  |
| 2   | Future Freak            | 3:28  |
| 3   | Let the Truth Be Known  | 2:24  |
| 4   | Nectar Alamo            | 1:09  |
| 5   | Palm Tree Reader        | 4:21  |
| 6   | Cool Abdul              | 4:11  |
| 7   | Fresh Coffee            | 2:51  |
| 8   | Rock-N-Rolé             | 4:25  |
| 9   | Cobra Jab               | 3:18  |
| 10  | Hinda65 (Return Flight) | 4:56  |
| 11  | Drums and Cocktails     | 3:29  |
| 12  | Ultimate Kickback       | 15:30 |
| 13  | Kaleidoscope            | 4:29  |
| 14  | Heavy Nature            | 3:32  |
| 15  | Shrine                  | 3:11  |
| 16  | Joint Ritual            | 2:51  |

- "Kaleidoscope" is een eerder opgenomen nummer wat later als "Freaks of Nature" werd opgenomen op het album Somera Sól.
- Het album bevat een 15 minuten lange versie van het nummer "Ultimate Kickback" dat eerder is opgenomen op het album Somera Sól.